# Ітеративний спринт
Ітеративний спринт (scrum) у менеджменті — це гнучка методологія управління проектами, яка в основному використовується в розробці програмного забезпечення, але також застосовується у різних інших сферах, де необхідна швидка адаптація до змінюваних умов проекту. Цей підхід підкреслює важливість командної роботи, гнучкості, і швидкого реагування на зміни.
Основи:
Ітеративний спринт базується на серії спринтів — коротких, фіксованих періодів часу, під час яких команда працює над визначеним обсягом робіт. Кожен спринт зазвичай триває від одного до чотирьох тижнів і закінчується представленням результатів роботи, також відомим як інкремент.
Основні учасники в Scrum:
Власник продукту: Визначає вимоги до продукту, пріоритетизує завдання та взаємодіє з командою для забезпечення відповідності кінцевого продукту вимогам користувачів.
Скрам-мастер: Підтримує команду у використанні Scrum, допомагає вирішувати проблеми та сприяє оптимізації процесів.
Команда розробників: Складається з професіоналів, які реально виконують роботу над проектом.
Ключові Засідання Scrum
Планування спринту: Команда вирішує, що буде зроблено в наступному спринті і як це буде виконано.
Щоденні зустрічі: Короткі щоденні зустрічі, на яких кожен член команди ділиться тим, що було зроблено вчора, планами на сьогодні та можливими перешкодами на шляху.
Огляд спринту: Представлення результатів спринту іншим зацікавленим особам для отримання зворотного зв'язку.
Ретроспектива спринту : Обговорення того, що добре працювало, що можна покращити, і які зміни повинні бути внесені для наступного спринту.
Система включає кілька ключових елементів, які сприяють її ефективності:
Ітеративний підхід: Через регулярні спринти, команда має можливість постійно оцінювати напрямок проекту та робити необхідні корективи, що значно підвищує адаптивність проекту до зовнішніх і внутрішніх змін.
Транспарентність процесу: Всі члени команди та зацікавлені сторони мають чітке уявлення про статус проекту, завдяки щоденним зустрічам та оглядам спринтів, що забезпечує високий рівень відкритості і довіри в команді.
Залученість і самостійність команди: Scrum вимагає активної участі кожного члена команди у процесі прийняття рішень, що сприяє зростанню відповідальності та мотивації.
Використання Scrum, як методології, веде до кращої адаптації проектів до ринкових умов та клієнтських вимог, підвищення ефективності роботи команд і покращення загального менеджменту проектами.